# Andrei Alexandrowitsch Grigorjew
Andrei Alexandrowitsch Grigorjew (russisch Андрей Александрович Григорьев; * 20. Oktoberjul. / 1. November 1883greg. in Zarskoje Selo; † 2. September 1968 in Mosschinka bei Odinzowo) war ein russisch-sowjetischer Physiogeograph und Hochschullehrer.

## Leben
Grigorjew, Sohn eines adligen Offiziers, studierte an der Kaiserlichen Universität St. Petersburg in der Naturwissenschaftlichen Abteilung der Physikalisch-Mathematischen Fakultät mit Abschluss 1907. Er studierte dann weiter als Gasthörer an den Universitäten Berlin (1908–1909) und Heidelberg (1911–1913). Ab 1909 arbeitete er in der Abteilung für Geographie der Enzyklopädie Brockhaus-Efron (bis 1916). Ab 1914 hielt er Vorlesungen über Physische Geographie und Anthropologie an den Höheren Pädagogik-Kursen der Friedrich-Fröbel-Gesellschaft in Petrograd (bis 1918). 1915 wurde er zum Magister der Geographie promoviert. Er lehrte am Land- und Forstwirtschaftsinstitut Nowa Aleksandria, wo German Michailowitsch Kreps einer seiner Studenten war.
Nach der Oktoberrevolution arbeitete Grigorjew 1918–1930 in der Abteilung für Industrie-Geologie der Kommission zur Erforschung der Natürlichen Ressourcen des Landes (KJPS). Daneben lehrte Grigorjew ab 1918 an den Höheren Geographischen Kursen in Petrograd, die das Geographische Institut wurden. 1925 wurde er Professor an der Universität Leningrad (bis 1936).
1931–1951 war Grigorjew erster Direktor des 1930 in Moskau gegründeten Instituts für Geomorphologie (dann Geographie) der Akademie der Wissenschaften der UdSSR (AN-SSSR, seit 1991 Russische Akademie der Wissenschaften (RAN)), in dem er bis zu seinem Tode arbeitete (sein Nachfolger als Institutsdirektor wurde Innokenti Petrowitsch Gerassimow).  1935 wurde er auf der Basis seiner akkumulierten Arbeiten ohne Verteidigung einer Dissertation zum Doktor der geographischen Wissenschaften promoviert. Er war 1937–1939 Professor des Lehrstuhls für Physische Geographie der Universität Moskau (MGU). 1939 wurde er zum Vollmitglied der AN-SSSR gewählt. Dazu wurde er akademischer Vizesekretär der Abteilung für geologisch-geographische Wissenschaften der AN-SSSR (bis 1963). Einer seiner Doktor-Aspiranten war Fjodor Nikolajewitsch Milkow.
Grigorjew erforschte die geographische Verteilung der Natürlichen Ressourcen in der UdSSR. Er untersuchte die physiogeographischen Ursachen und entwickelte mit den Ergebnissen Zonierungskonzepte. 1947–1952 betreute Grigorjew die Arbeit der Physiogeographische Station Tian Shan des Instituts für Geographie in Kysyl-Suu. Zusammen mit Michail Iwanowitsch Budyko formulierte er das Gesetz der periodischen geographischen Zonalität, nach dem gleichartige Zonen in verschiedenen Geographische Breiten vorkommen. 1960–1966 war er Chefredakteur der fünfbändigen Kurzen Geographischen Enzyklopädie. 1961 wurde er als Mitglied in die Deutsche Akademie der Naturforscher Leopoldina aufgenommen.
Grigorjew wurde auf dem Moskauer Nowodewitschi-Friedhof begraben.
1973 führte das Institut für Geographie der AN-SSSR die Grigorjew-Vorlesung ein. 1994 stiftete die RAN den Grigorjew-Preis für herausragende Arbeiten im Bereich der Physischen Geographie.

## Ehrungen, Preise
- Silbermedaille der Kaiserlichen Geographischen Gesellschaft (1905)
- Prschewalski-Medaille der Geographischen Allunionsgesellschaft (1928)
- Orden des Roten Banners der Arbeit (1943, 1963)[3]
- Medaille „Für heldenmütige Arbeit im Großen Vaterländischen Krieg 1941–1945“ (1945)
- Orden des Vaterländischen Krieges II. Klasse (1945)[3]
- Stalinpreis (1947)[3]
- Leninorden (1954)[3]
- Goldmedaille der Geographischen Allunionsgesellschaft (1965)